# 디나라산

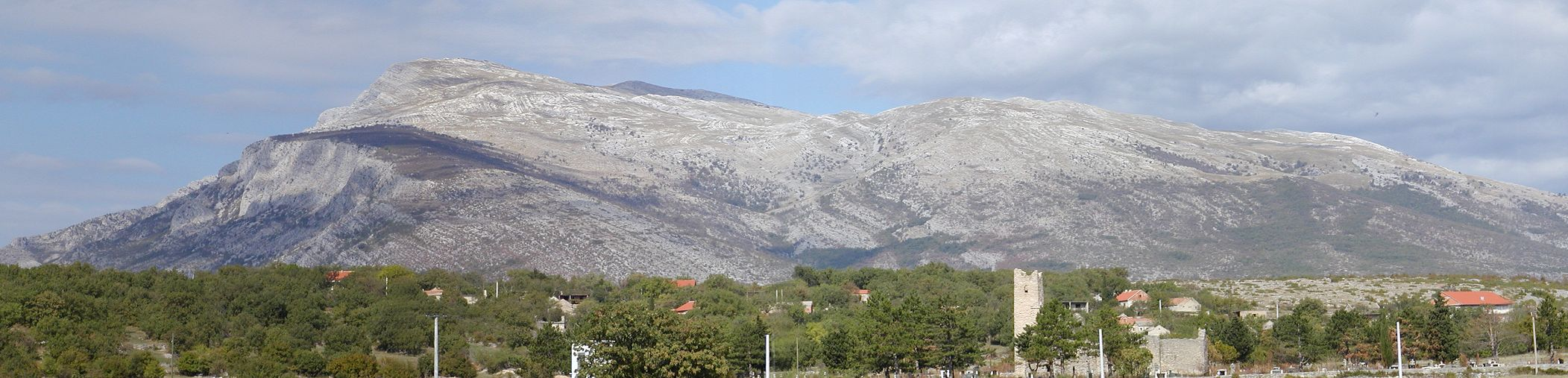
디나라산

디나라산(크로아티아어: Dinara)은 크로아티아와 보스니아 헤르체고비나 국경에 위치한 산이다. 디나르알프스산맥을 형성하는 산 가운데 하나이며 크로아티아에서 가장 높은 산이기도 하다. 디나라 산의 주요 봉우리로는 트로글라브 봉(Troglav, 높이 1,913m), 디나라 봉(Dinara, 높이 1,831m)이 있다.